# Eteonides coineaui
Eteonides coineaui är en ringmaskart. Eteonides coineaui ingår i släktet Eteonides och familjen Phyllodocidae. Inga underarter finns listade i Catalogue of Life.